# Yaniel Carrero
Yaniel Carrero Zambrano (* 17. August 1995 in Trinidad) ist ein kubanischer Leichtathlet, der sich auf den Sprint spezialisiert hat.

## Sportliche Laufbahn
Erstmals Erfahrungen bei internationalen Meisterschaften sammelte Yaniel Carrero bei den IAAF World Relays 2014 in Nassau, bei denen er mit der kubanischen 4-mal-100-Meter-Staffel in 38,60 s den zweiten Platz im B-Finale belegte. Bei den Juniorenweltmeisterschaften in Eugene schied mit 10,70 s im Halbfinale im 100-Meter-Lauf aus und kam über 200 Meter mit 21,49 s nicht über den Vorlauf hinaus. Im November gewann er bei den Zentralamerika- und Karibikspielen in Xalapa in 10,28 s die Bronzemedaille über 100 Meter hinter dem Honduraner Rolando Palacios und Levi Cadogan aus Barbados und siegte in 38,94 s im Staffelbewerb. Im Jahr darauf wurde er bei den IAAF World Relays 2015 auf den Bahamas in 39,04 s Vierter in der 4-mal-100-Meter-Staffel und im August schied er bei den Panamerikanischen Spielen in Toronto mit 39,61 s im Vorlauf aus. 2016 schied er bei den Ibero-Amerikanischen Meisterschaften in Rio de Janeiro mit 10,41 s im Halbfinale über 100 Meter aus und gewann mit der Staffel in 38,93 s die Bronzemedaille hinter den Teams aus der Dominikanischen Republik und Brasilien. Anschließend schied er bei den U23-NACAC-Meisterschaften in San Salvador mit 21,48 s in der Vorrunde im 200-Meter-Lauf aus. Daraufhin nahm er an den Olympischen Sommerspielen in Rio teil und schied dort mit der Staffel mit 38,47 s im Vorlauf aus.
2017 schied er bei den Weltmeisterschaften in London mit der 4-mal-100-Meter-Staffel mit 39,01 s im Vorlauf aus und 2023 gewann er bei den Panamerikanischen Spielen in Santiago de Chile in 39,26 s gemeinsam mit Reynaldo Espinosa, Edel Amores und Shainer Rengifo Montoya die Silbermedaille hinter dem brasilianischen Team.
In den Jahren 2013, 2014 und 2023 wurde Carrero kubanischer Meister im 100-Meter-Lauf sowie von 2012 bis 2016 und 2023 in der 4-mal-100-Meter-Staffel.

## Persönliche Bestzeiten
- 100 Meter: 10,24 s (+0,1 m/s), 18. März 2016 in Havanna
- 200 Meter: 20,81 s (+1,2 m/s), 4. Juni 2013 in Havanna